# 西格夫里·萨松
齐格弗里德·洛林·沙逊又译为西格夫里·萨松 CBE MC（1886年9月8日—1967年9月1日），英国诗人、小说家。以反战诗歌和小说体自传而著名。第一次世界大战时在军中服役，期间写有尖刻的反战讽刺诗作，如《老猎人》和《反攻》等。半自传性三部曲《猎狐人回忆录》、《步兵军官的回忆》和《谢斯顿的历程》，缅怀英格兰乡村生活，叙述作者参加第一次世界大战的经历。后三书合并出版，题名《乔治·谢斯顿的回忆全录》。诗歌作品还有《诗集》和《通往和平之路》。

## 早年
齐格弗里德·沙逊是富有的巴格达犹太人沙逊家族的成员，祖父沙逊·大卫·沙逊（Sassoon David Sassoon，1832 - 1867），父亲阿尔弗雷德·埃兹拉·沙逊（Alfred Ezra Sassoon，1861-1895年）由于与非犹太人结婚而被剥夺了继承权。母亲特里萨（Theresa）属于雕塑世家索尼克罗夫特家族（Thornycroft family），伦敦许多最著名的雕像都出自该家族之手。她的哥哥是哈莫·索尼克罗夫特爵士（Hamo Thornycroft）。他们住在英格兰肯特郡梅特菲尔德（Matfield）新哥特式的威利大宅（Weirleigh），得名于其建造者哈里森·韦尔（Harrison Weir）。他的家族并无德国祖先，他的母亲为他起名齐格弗里德，只是因为热爱瓦格纳的歌剧。他的中间名洛林，是一个牧师朋友的姓氏。
齐格弗里德是三个儿子中的第二个，另外两个是迈克尔（Michael）和哈莫（Hamo）。他四岁时父母分开，每周父亲来探视儿子时，母亲就躲在画室里。1895年，父亲死于结核病。

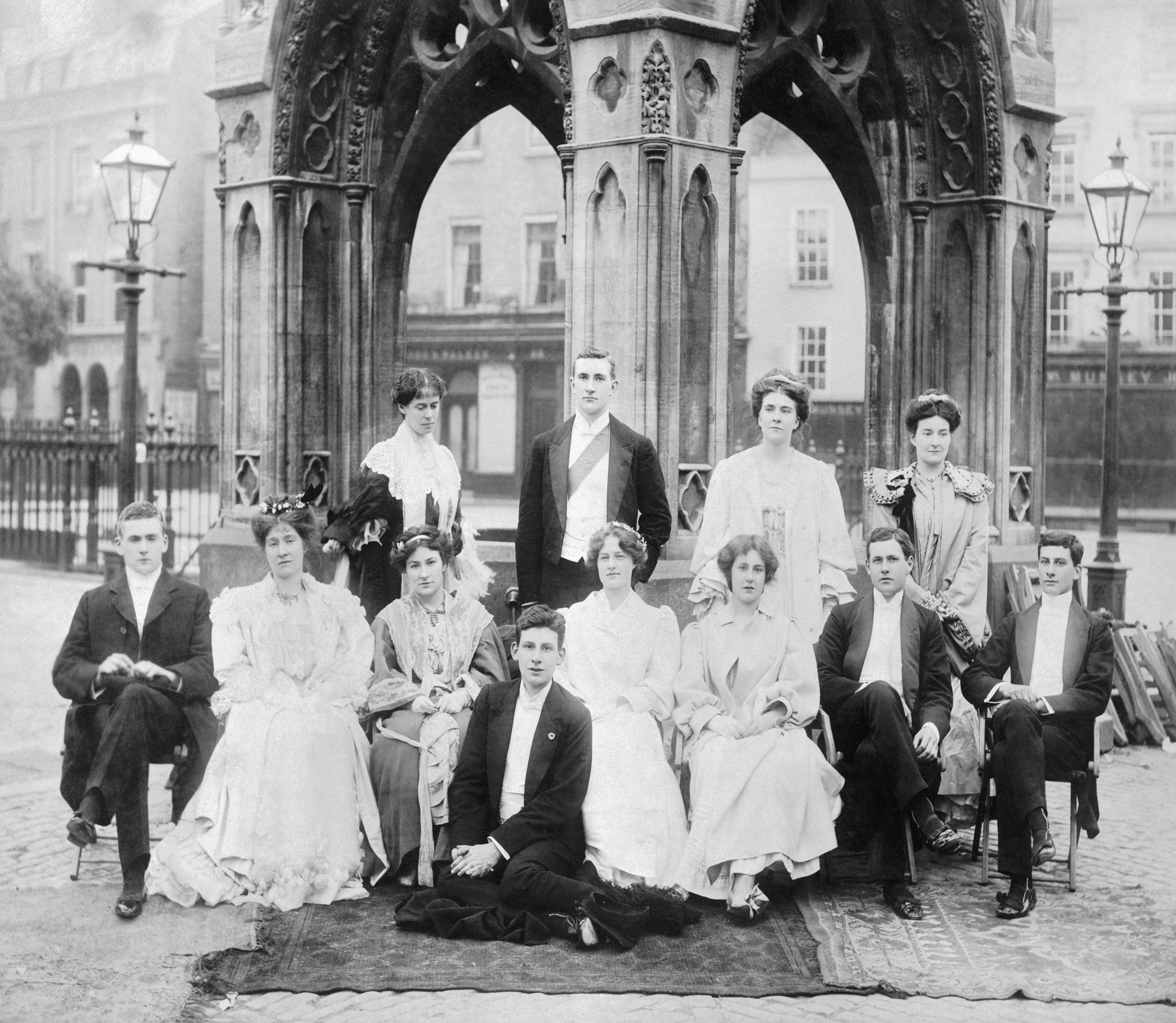
1906年在剑桥大学

1905年到1907年，在剑桥大学克莱尔学院攻读历史。由于他父亲丧失了家族继承权，西格弗里德只有一小笔私人收入，可供体面生活，而不必外出谋生。不过后来他继承了拉结·比尔姑妈的大笔遗产，购买威尔特郡的海特斯伯里大庄园。Heytesbury House) 。

## 作品
心有猛虎，细嗅蔷薇。是英国诗人齐格弗里德·沙逊代表作《于我，过去，现在以及未来 》的经典诗句。原话是In me the tiger sniffs the rose。诗人余光中将其翻译为：心有猛虎，细嗅蔷薇。

## 脚注
1. ↑  草婴、夏仲翼等,《大辞海：外国文学卷》“萨松”条目（上海辞书出版社，2006.12）,p. 277
2. ↑  Chapman, Frank. . Kent and Sussex Courier. 2010-12-10: 42.
3. ↑  .   [2019-11-09]. （原始内容存档于2019-11-21）.